# Dionís de París
Dionís o Donís o Dionisi de París (en francés: Saint Denis) fou el primer bisbe, llegendari, de la ciutat de París. La llegenda sobre el personatge es va elaborar en el segle ix des de l'abadia de Saint-Denis d'on era el patró. És venerat com a sant per l'Església catòlica.

## Llegenda
Segons la seva hagiografia, hauria estat enviat a predicar a les Gàl·lies pel papa Fabià I, com un dels set bisbes que va enviar-hi, amb dos ajudants: Eleuteri i Rústic. Segons recull Iacopo da Varazze a la Llegenda Àuria els tres personatges foren empresonats a París pel fet que predicaven el cristianisme amb un èxit rotund. L'endemà del seu empresonament fou posat al foc en una graella i després llençat a les feres que no el van atacar, en vista de la situació els botxins el van tancar en un forn encès i finalment fou crucificat, però no va morir i fou retornat a la presó, on va combregar de la mà de Jesús.
L'endemà els tres sants foren decapitats a Montmartre (cap a l'any 250). Aquesta llegenda explicaria el nom del lloc (Montmatre > Mont del martiri) tot i que la versió més versemblant relaciona el nom amb el déu Mart (Montmartre > Mons Martis).

### El sant cefalòfor
Un dels episodis que més singularitzen el personatge és el que explica, en fonts carolíngies, que un cop Dionís fou decapitat amb una espasa (els seus companys amb una destral), el sant bisbe es va incorporar, va aplegar el cap i va caminar fins al lloc del seu enterrament, a sis kilòmetres, un cementiri d'època romana on més endavant s'aixecaria una tomba i finalment l'actual basílica de Saint-Denis. En arribar-hi, va donar el cap a una dona pietosa anomenada Catul·la i va caure mort. Aquest episodi possiblement estigui inspirat en la iconografia del personatge que l'acostuma a representar com un bisbe amb el seu propi cap a les mans, tal com passa amb altres sants que també es representen d'una manera anàloga.

## Confusió amb Dionís Areopagita i difusió del culte
Amb el temps, la tradició va confondre i barrejar les personalitats de Dionís de París, Dionisi Areopagita, bisbe d'Atenes, i Dionís el Místic. En part va ser una confusió interessada, datada al segle xii i originada a Saint-Denis en temps de l'abat Suger: així, es feia creure que el bisbe de París havia estat deixeble directe de Sant Pau de Tars, com era el cas de l'Areopagita. Segons la falsa tradició, aquest Dionís hauria viatjat a la Gàl·lia, on fou decapitat.

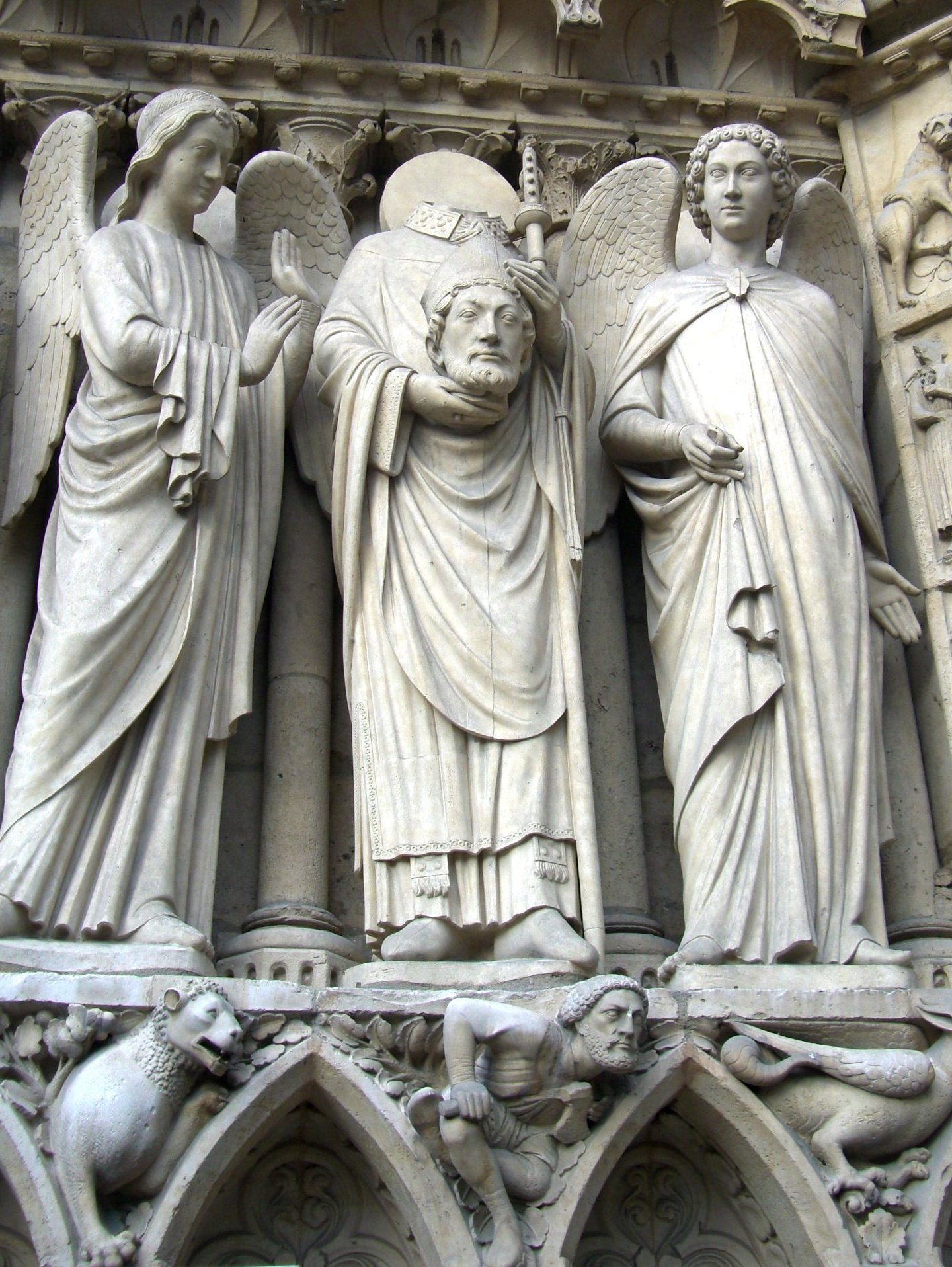
El sant a un portal de Notre-Dame de París, s. XIII
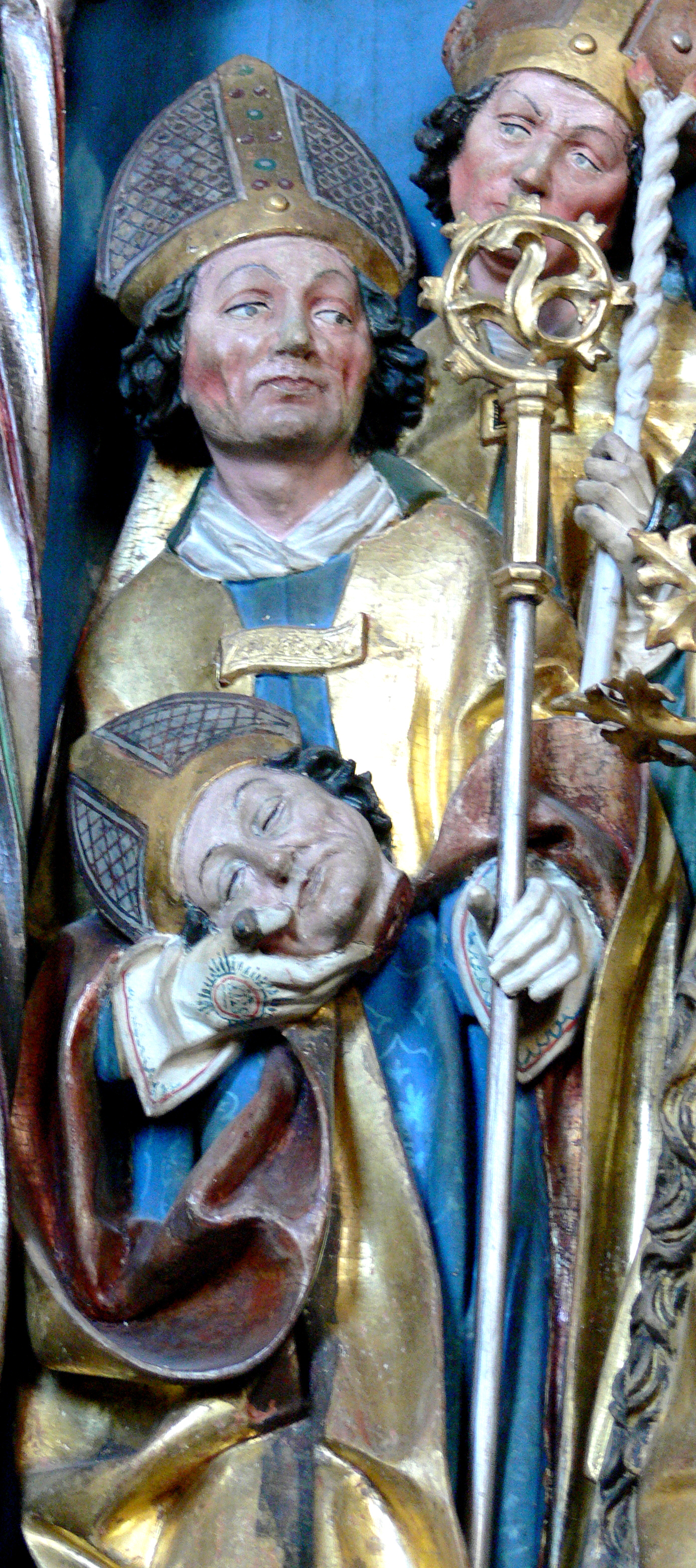
Sant Dionís amb dos caps, al retaule de Heilsbronn, 1498
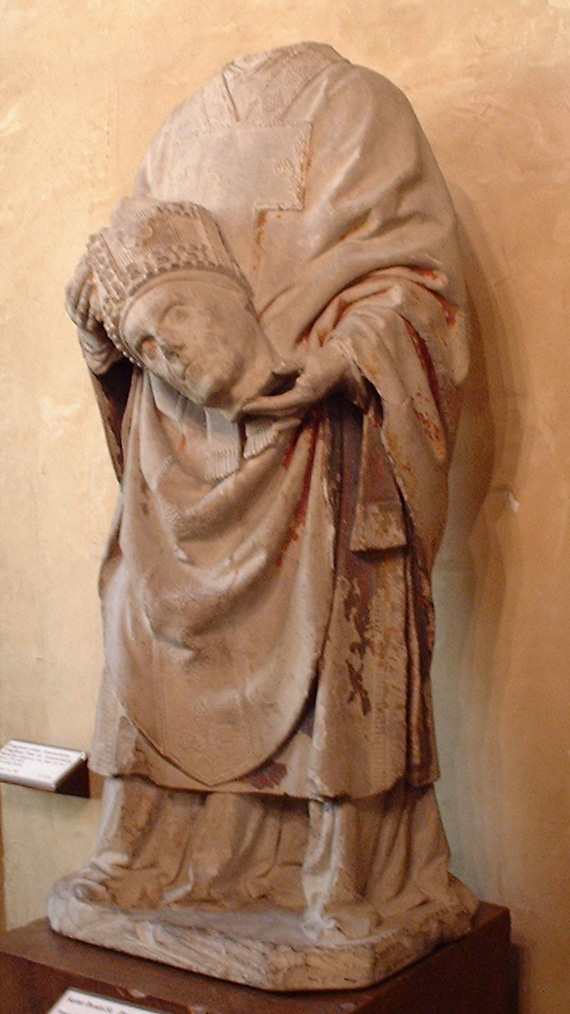
Escultura del s. XIV (París, Musée de Cluny)

## Iconografia
El personatge vesteix de bisbe, amb la mitra. Habitualment es representa com un sant "cefalòfor", és a dir, que porta el seu cap tallat a les mans; en altres versions més edulcorades es representa d'una manera normal però amb un segon cap a les mans. Altres cop porta altres atributs, com les cadenes que fan referència al seu empresonament. També es representa rebent la comunió de Jesús a la presó.

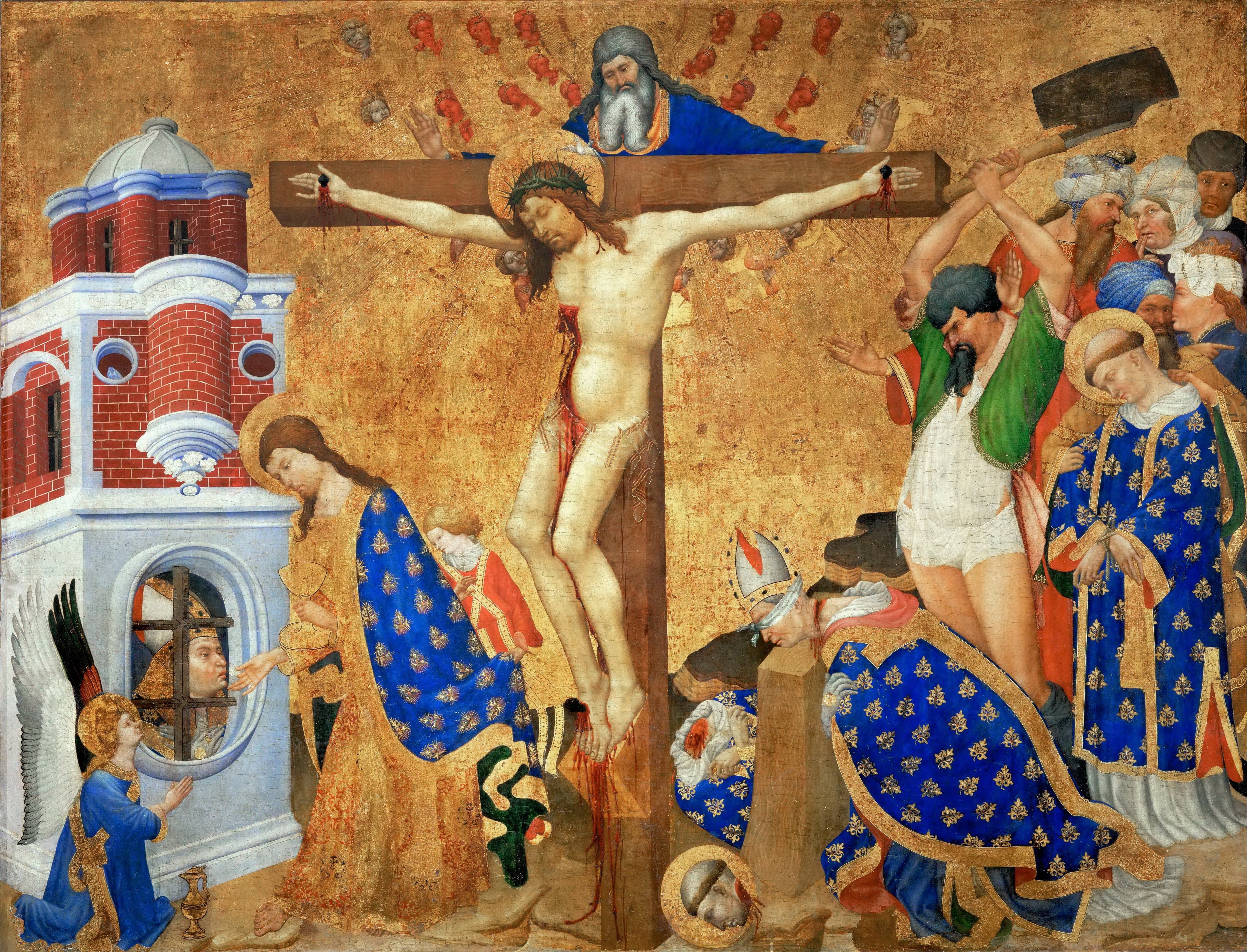
Comunió i martiri del sant, pintura d'Henri Bellechose, 1416 (París, Louvre)
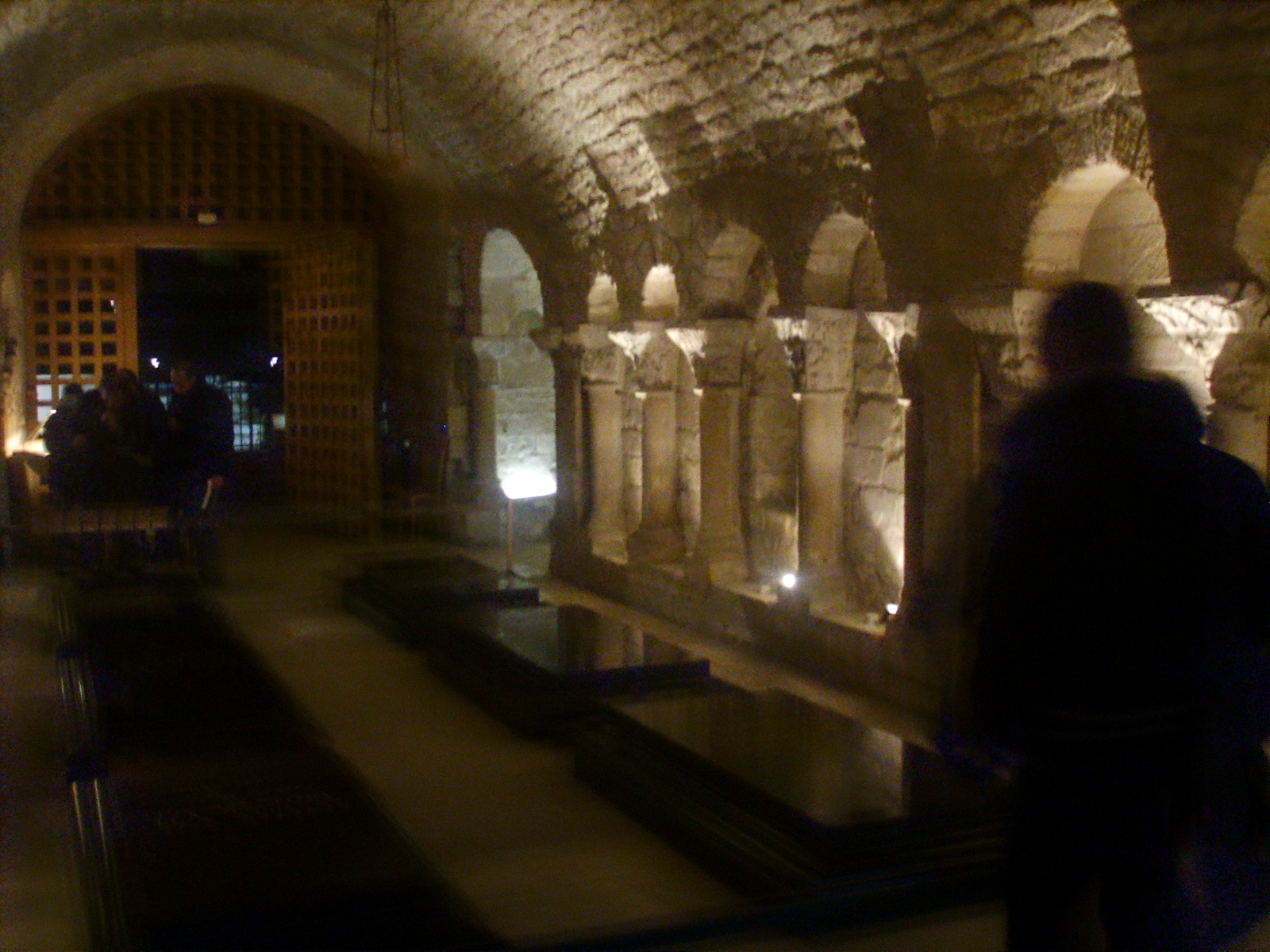
Cripta de Saint-Denis, on hi havia enterrat originàriament el sant
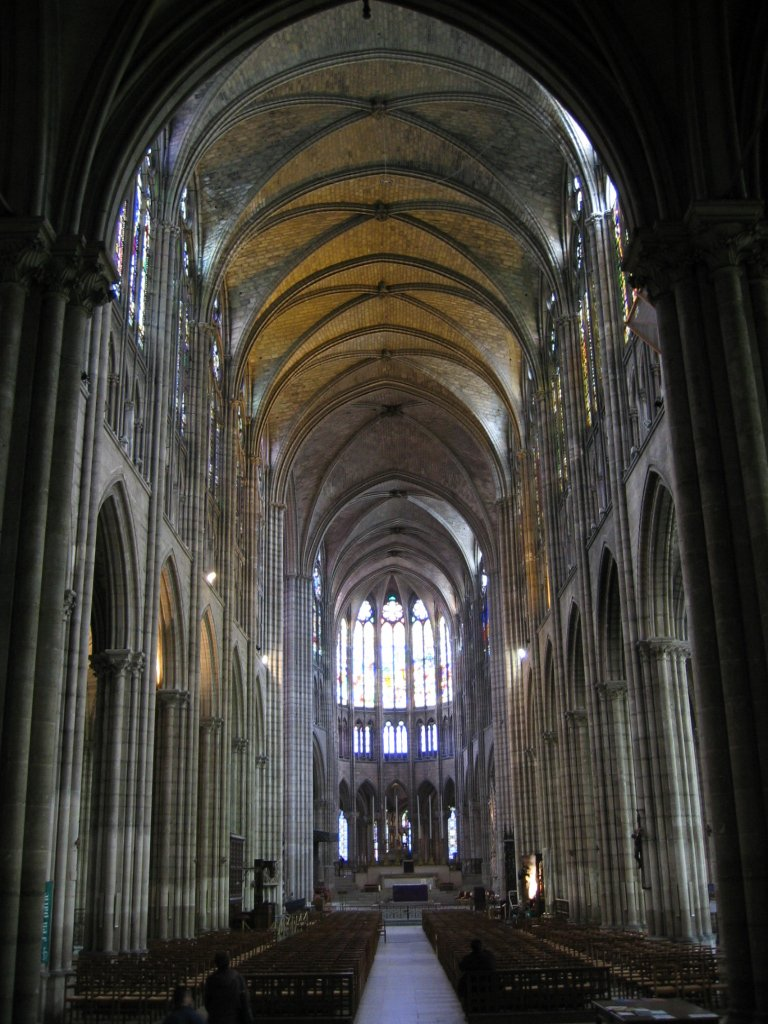
Nau de la basílica de Saint-Denis, edificada sobre el lloc d'enterrament del sant.

## Veneració
A València se celebra la diada de Sant Donís o Dionís, patró dels forners i pastissers valencians. També és el dia dels enamorats al País Valencià, festa durant la qual és costum regalar la Mocadorà de sant Dionís, un mocador ple de dolços fets de massapà, a la persona estimada.